# Невінський Віталій Ігорович
Віталій Ігорович Невінський (26 серпня 1996, смт Гусятин, Тернопільська область — 15 грудня 2022, біля с-ща Підгородне, Донецька область) — український військовослужбовець, капітан 128 ОГШБр Збройних сил України, учасник російсько-української війни, що відзначився під час російського вторгнення в Україну в 2022 році. Лицар ордена Богдана Хмельницького III ступеня (2022), почесний громадянин міста Тернополя (2023, посмертно). Герой України (2023, посмертно).

## Життєпис
Віталій Невінський народився 26 серпня 1996 року в смт Гусятин, нині Гусятинської громади Чортківського району Тернопільської области України.
Навчався в Національній академії сухопутних військ імені гетьмана Петра Сагайдачного.
Командир гірсько-штурмової роти 128-ї окремої гірсько-штурмової бригади. Загинув 15 грудня 2022 року під час відбиття штурмових дій біля населеного пункту Підгородне на Донеччині.
Похований 23 грудня 2022 року на Алеї Героїв Микулинецького цвинтаря м. Тернополя.
Залишилася дружина Тетяна та син Назар.

## Нагороди
- звання Герой України з удостоєнням ордена «Золота Зірка» (29 вересня 2023, посмертно) — за особисту мужність і героїзм, виявлені у захисті державного суверенітету та територіальної цілісності України, самовіддане служіння Українському народові[1];
- орден Богдана Хмельницького III ступеня (7 квітня 2022) — за особисту мужність і самовіддані дії, виявлені у захисті державного суверенітету та територіальної цілісності України, вірність військовій присязі[2];
- почесний громадянин міста Тернополя (27 січня 2023, посмертно)[3].